# شیماء عبدالعزیز
شیماء عبد العزیز (عربی: شيماء عبد العزيز؛ زادهٔ ۳۰ مارس ۱۹۸۱) یک بازیکن تنیس روی میز اهل مصر است. 
وی در مسابقات کشوری و بین‌المللی در مجموع برنده ۲ مدال نقره، ۱ مدال برنز شده‌است.